# Giovanni Battista Gori Pannilini
Giovanni Battista Gori Pannilini (Siena, 1603 – 1662) è stato un vescovo cattolico italiano.

## Biografia
Talvolta erroneamente indicato come Pannelini o Panellini, nacque a Siena e si laureò in diritto civile e canonico. Fu avviato alla carriera ecclesiastica, entrando nel Collegio degli abbreviatori su intercessione del procuratore Pietro Guidotti nel 1626, mentre dal 1634 al 1639 fu vicelegato a Bologna per conto dei cardinali Benedetto Ubaldi e Giulio Cesare Sacchetti.
Dal 1639 al 1646 fu a Malta, dove rivestì le cariche di inquisitore e nunzio pontificio, succedendo a Fabio Chigi, il futuro papa Alessandro VII. Nonostante il prestigio del compito affidatogli, Gori Pannilini lamentò a più riprese la propria posizione: soffriva la distanza da Roma ed era entrato in conflitto con il vescovo Miguel Juan Balaguer Camarasa e i cavalieri di Malta. Inizialmente le sue lamentale non furono prese in considerazione da Roma, finché non si fecero via via più insistenti, dopo la scoperta di una congiura ai suoi danni: ottenne di lasciare Malta l'8 settembre 1646. I giudizi sul suo operato di inquisitore sono controversi: fu aspramente criticato per l'estrema severità e per avere spesso condannato superficialmente persone poi riconosciute innocenti, che non mancavano così di scrivere lamentale e chiedere risarcimenti al Santo Uffizio, il quale si ritrovò anche a dovere riesaminare e a volte revocare alcune sentenze; venne però anche elogiato per essere riuscito abilmente a ridare la libertà all'arcivescovo Antonio Marullo di Manfredonia, prigioniero dei corsari francesi, e per aver fatto partecipare i cavalieri di Malta nella guerra di Candia tra Venezia e i Turchi – questa vicenda è interamente documentata da un corposo carteggio tra il Gori Pannilini e il cardinale Camillo Pamphili.
Nel 1647 fu ambasciatore di Ferdinando II de' Medici, granduca di Toscana, nella spedizione alla corte di Filippo IV, re di Spagna. Rimase a Madrid fino al settembre 1648, quando fu costretto a rientrare in Italia, essendo stato nel frattempo nominato vescovo di Grosseto da papa Innocenzo X, in seguito alla morte di Ascanio Turamini, e temendo di perdere l'incarico non avendo ottenuto la proroga pontificia per assentarsi dalla sua diocesi. Durante la sua permanenza a Grosseto fece erigere una nuova chiesa a Roselle, tentò di importarvi il culto dei santi martiri Adriano e Feliciano, e incorporò i beni del convento carmelitano di Roccastrada in seguito alle soppressioni di Innocenzo X al fine di aprire un seminario vescovile: tale iniziativa non andò a buon fine, perché il pontefice successivo, Alessandro VII, restituì ai carmelitani tutti i beni che erano stati loro tolti. Indisse sette sinodi diocesani, dal 1653 al 1662, anno della sua morte. Fu sepolto a Siena nella cappella Gori della chiesa di San Martino, che lui stesso aveva fatto decorare con un quadro della Circoncisione di Gesù commissionato a Guido Reni.